# Raymond Boin
Pour les articles homonymes, voir Boin.
Raymond Boin, né le 20 février 1908 à Bergerac et mort le 19 mai 1987 à Neufchâteau, est un homme politique français.

## Biographie
Après avoir suivi des études au lycée Henri-Poincaré, Raymond Boin s'inscrit à la faculté de médecine de Nancy. Ayant obtenu son diplôme de docteur en médecine le 16 décembre 1932, il exerce à Bourmont, dans la Haute-Marne, dès 1933.
Mobilisé du 2 septembre 1939 au 10 septembre 1940, Raymond Boin participe à partir de 1943 à la Résistance : il est chef du secteur de Bourmont, avec le grade de médecin lieutenant-colonel. Après la guerre, il est président départemental de l'Association des combattants volontaires.
Dès la Libération, il s'engage dans la vie politique et accède à des mandats locaux. Conseiller municipal de Bourmont le 16 octobre 1944, il est régulièrement réélu à partir de 1945 sous l'étiquette radicale-socialiste. Il devient adjoint au maire en 1959, puis maire à partir de 1965. Conseiller général du canton de Boumont, élu le 23 septembre 1945, il conserve son siège jusqu'en 1982. Vice-président de l'Assemblée départementale de la Haute-Marne de 1955 à 1977, il préside par ailleurs sa commission de l'éducation nationale.
En avril 1959, Boin est choisi comme suppléant par Edgard Pisani, sénateur de la gauche démocratique depuis 1954. Celui-ci est réélu au premier tour, avec 445 suffrages sur 776 inscrits. Sa nomination au poste de ministre de l'agriculture permet à Raymond Boin de devenir sénateur le 24 septembre 1961. Il s'inscrit, comme son prédécesseur, au groupe de la Gauche démocratique et devient membre de la commission des affaires étrangères, de la défense et des forces armées le 5 octobre 1961. Durant son court premier mandat, de 1961 à 1965, Boin apparaît peu à la tribune. Il dépose un rapport au nom de la commission des affaires étrangères sur la ratification d'une convention relative à l'esclavage et intervient sur ce sujet en qualité de rapporteur.
Le 26 septembre 1965, Raymond Boin conduit la liste du Rassemblement démocratique et de défense des intérêts communaux et départementaux, avec le sénateur Pierre Mathey. Il obtient 393 suffrages sur 801 inscrits et 787 exprimés au premier tour et l'emporte largement au deuxième tour, avec 512 suffrages sur 785 exprimés, Mathey étant reconduit avec 442 voix. Il reste fidèle à la commission des affaires étrangères, qui le porte à sa vice-présidence de 1968 à 1971, et devient secrétaire du Sénat en 1966. Il est par ailleurs nommé membre de la commission spéciale, chargée de vérifier et d'apurer les comptes, de 1968 à 1974.
Rapporteur du budget des armées (section marine) de 1961 à 1974, il rédige plusieurs rapports chaque année, sur les questions militaires principalement, et intervient dans les débats s'y rapportant. Ainsi, en 1966, il traite des questions de coopération, de service national actif dans le service de l'aide technique, de l'institution d'un service de gestion sociale des armées, mais aussi d'un accord de siège entre la République française et l'organisation interafricaine du café. Il est encore rapporteur, ou rapporteur pour avis, de nombreux projets d'accords commerciaux, avec les pays africains, ou l'Irak (1968), ou sur la révision de la Charte de l'ONU (1967). Il rapporte aussi de nombreux projets de loi sur la réorganisation des corps des officiers, spécialistes de la santé et ingénieurs des différentes armes. Dans toutes ces discussions, Boin se montre à la fois technicien éprouvé et homme politique engagé. Ainsi, le 20 juin 1967, il critique le retrait « unilatéral » de la France du commandement unifié de l'OTAN, alors que le traité devait être rediscuté en 1969, et demande quelle part la France peut encore apporter à la défense de l'Occident alors que la menace soviétique n'a pas disparu. Il exprime ses craintes sur les conséquences, pour les forces conventionnelles, de l'augmentation des dépenses nucléaires françaises. Il reprend ce thème dans les débats sur le budget des armées lors des votes de loi de finances, s'inquiétant régulièrement des diminutions d'effectifs à partir de 1971.
Sur le plan régional ou local, le sénateur de la Haute-Marne se voit nommer à de très nombreuses fonctions. Président du comité départemental du tourisme à partir de 1962, vice-président du comité régional du tourisme de Champagne-Ardenne, il est également, à partir de 1965, président du syndicat intercommunal d'électrification de la région de Bourmont, président de la société sportive « l'avenir du canton de Boumont » consacrée au football, et président du comité régional de la Croix rouge française. Vice-président du comité national des bouilleurs de cru et président départemental de la protection civile, il est enfin nommé vice-président du conseil régional de Champagne-Ardenne en janvier 1974.
Le 22 septembre 1974, Raymond Boin se représente avec René Rollin, ancien suppléant de Mathey devenu sénateur, et ils recueillent respectivement au premier tour 273 et 290 voix sur 952 inscrits et 928 votants. Mais ils font face à de nombreuses candidatures isolées, notamment celle de Georges Berchet, premier adjoint au maire de Chaumont, élu dès le premier tour avec 569 suffrages, et surtout au retour d'Edgard Pisani qui tente de reprendre son siège et obtient 387 voix. Largement devancés, les deux sénateurs sortants se retirent et Pisani emporte l'autre siège au second tour avec 535 voix. Le mandat de Boin prend fin le premier octobre 1974. Il conserve alors ses responsabilités locales, siégeant au bureau de la fédération radicale-socialiste de la Haute-Marne.
Commandeur de la Légion d'honneur, Croix de guerre 1939-1945 (avec deux citations), médaillé de la Résistance, Raymond Boin a été décoré de la Croix du combattant volontaire et fait officier des Palmes académiques.

## Détail des fonctions et des mandats
Mandats parlementaires
- 24 septembre 1961 - 26 septembre 1965 : Sénateur de la Haute-Marne
- 26 septembre 1965 - 1er octobre 1974 : Sénateur de la Haute-Marne